# Poecilosomella acrosticalis
Poecilosomella acrosticalis är en tvåvingeart som först beskrevs av Becker 1903.  Poecilosomella acrosticalis ingår i släktet Poecilosomella och familjen hoppflugor. Inga underarter finns listade i Catalogue of Life.